# Sauropus saksenanus
Sauropus saksenanus là một loài thực vật có hoa trong họ Diệp hạ châu. Loài này được Manilal, Prasann. & Sivar. miêu tả khoa học đầu tiên năm 1985.